# Piotr (kardynał S. Maria in Via Lata)
Piotr (zm. ok. 1150) – kardynał diakon S. Maria in Via Lata od marca 1145 roku, z nominacji papieża Eugeniusza III. Podpisywał bulle papieskie między 5 maja 1145 a 3 stycznia 1147. Od września 1147 do grudnia 1148 jest poświadczony jako gubernator Benewentu. Data jego śmierci nie jest znana (najpóźniej 1152).